# Ruffano

Ruffano ist eine südostitalienische Gemeinde (comune) mit 9305 Einwohnern (Stand 31. Dezember 2023) in der Provinz Lecce in Apulien. Die Gemeinde liegt etwa 42 Kilometer südsüdöstlich von Lecce im südlichen Salento.

## Geschichte
Ruffano tauchte erstmals 1463 als Ortschaft in Urkunden auf und gehörte in dieser Zeit zum Fürstentum Tarent.

## Persönlichkeiten
- DJ Pippi (* 1956), DJ und Musikproduzent